# A Charm of Lullabies
A Charm of Lullabies, Op. 41 è un ciclo di canzoni per mezzosoprano con accompagnamento di pianoforte scritto nel 1947 da Benjamin Britten.

## Storia
Il lavoro si compone di cinque canzoni composte su poesie di William Blake, Robert Burns, Robert Greene, Thomas Randolph e John Phillip. Fu composto nel 1947 per Nancy Evans, che ne fece la prima esecuzione con Felix de Nobel (pianoforte), a un festival a L'Aia il 3 gennaio 1948. La partitura è stata pubblicata per la prima volta nel 1949 da Boosey & Hawkes a Londra.
L'esecuzione del ciclo dura circa 12 minuti. La varietà dei testi si presta alla varietà della musica e mette in discussione il concetto di "ninna nanna"; in particolare la quarta canzone, "A Charm", che minaccia ironicamente il bambino con ogni sorta di tormento se non va a dormire.

## Autori e canzoni
1. William Blake (1757 – 1827) – "A Cradle Song" (Poesie dal taccuino, 1794, solo i versi 1 – 2 e 4 – 5)[1][2]
2. Robert Burns (1759 – 96) – "A Highland Balou" (Last Songs for the Scots Musical Museum, 1792. Pubblicato nel volume 5, 1839)[3]
3. Robert Greene (1558 – 92) – "Sephestia's Lullaby" (dal poema in prosa Menaphon, 1589, solo i versi 1 e 3)[4]
4. Thomas Randolph (1605 – 35) – "A Charm" (da The Jealous Lovers, 1632, le due stanze che iniziano "Quiet sleep")[5]
5. John Phillip (fl.1561) – "The Nurse's Song" (da The Commodye of Pacient and Meeke Grissill, 1559, "Lullaby baby, thy nurse will tend thee")